# Manuel Bulnes Prieto
Manuel Bulnes Prieto (Concepción 25 december 1799 - Santiago 18 oktober 1866) was een Chileens militair staatsman. Hij was twee termijnen president van Chili, van 1841 tot 1851.

## Biografie
Hij was de zoon van de Spaanse legerkapitein Manuel Bulnes Quevedo (1767-1821) en María Carmen Prieto Vial (1777-1854). Zijn vader speelde een belangrijke rol tijdens de Spaans-Amerikaanse onafhankelijkheidsoorlogen. Overeenkomstig de militaire traditie van zijn familie volgde Manuel een militaire opleiding. Op zestienjarige leeftijd werd hij door de Spanjaarden van de militaire academie verbannen vanwege zijn revolutionaire activiteiten. Hij sloot zich daarop aan bij het Chileense rebellenleger. In juni 1817 bereikte hij de rang van eerste luitenant. Onder het bevel van Bernardo O'Higgins nam hij deel aan verscheidene veldslagen. In 1822 ontving hij uit handen van president O'Higgins de Legión al Mérito de Chile (Legioen van Eer van Chili). Na de val van O'Higgins (1822) werd hij bevorderd tot luitenant-kolonel en in 1823 werd hij in de grondwetgevende vergadering gekozen. In 1829 nam hij deel aan de revolutie die een einde maakte aan het liberale regime (1830). Vanwege zijn aandeel in de burgeroorlog werd hij bevorderd tot brigadegeneraal (1831).
Bulnes was in 1838 burgemeester van Concepción. In datzelfde jaar werd hij onder de wapenen geroepen om deel te nemen aan de oorlog tussen Chili en de Confederatie van Peru en Bolivia die toen al twee jaar aan de gang was. Hij wist de troepen van generaal Andrés de Santa Cruz op de 20 januari 1839 bij Yungay (Peru) te verslaan. Als gevolg van deze veldslag werd de confederatie van Peru en Bolivia ontbonden en kwam de oorlog ten einde. Bulnes werd bij zijn terugkeer in Chili als een ware held onthaald. Hij werd bevorderd tot generaal-majoor en lid van de Staatsraad.

### President
Het jaar 1841 was een zeer gunstig jaar voor Bulnes. Hij stelde zich namens de conservatieven kandidaat voor het presidentschap en werd op 26 juni van dat jaar met overmacht gekozen tot president. Daarnaast werd hij benoemd tot opperbevelhebber van het Chileens leger. Op 20 juli 1841 trouwde hij met Enriqueta Pinto Garmendia (1817-1904), de dochter van oud-president Francisco Antonio Pinto. Dankzij dit huwelijk maakte hij vanaf nu deel uit van de politieke elite van het land. In 1846 werd hij als enige kandidaat herkozen als president.
Als president legde Bulnes een grote interesse aan de dag voor het onderwijs. Hij reorganiseerde het Instituto Nacional, opende nieuwe scholen voor het hoger onderwijs en onder zijn bewind opende de Universiteit van Chili haar deuren (1843). In 1844 werd de eerste moderne marine-academie (Escuela Naval ) van het land geopend. Andere militaire opleidingen kwam ook onder zijn bewind tot stand. Hij moedigde jonge buitenlandse intellectuelen aan om zich in Chili te vestigen. Het was zijn kundige minister van Onderwijs, de latere president Manuel Montt die verantwoordelijk was voor alle hervormingen op het gebied van het onderwijs.

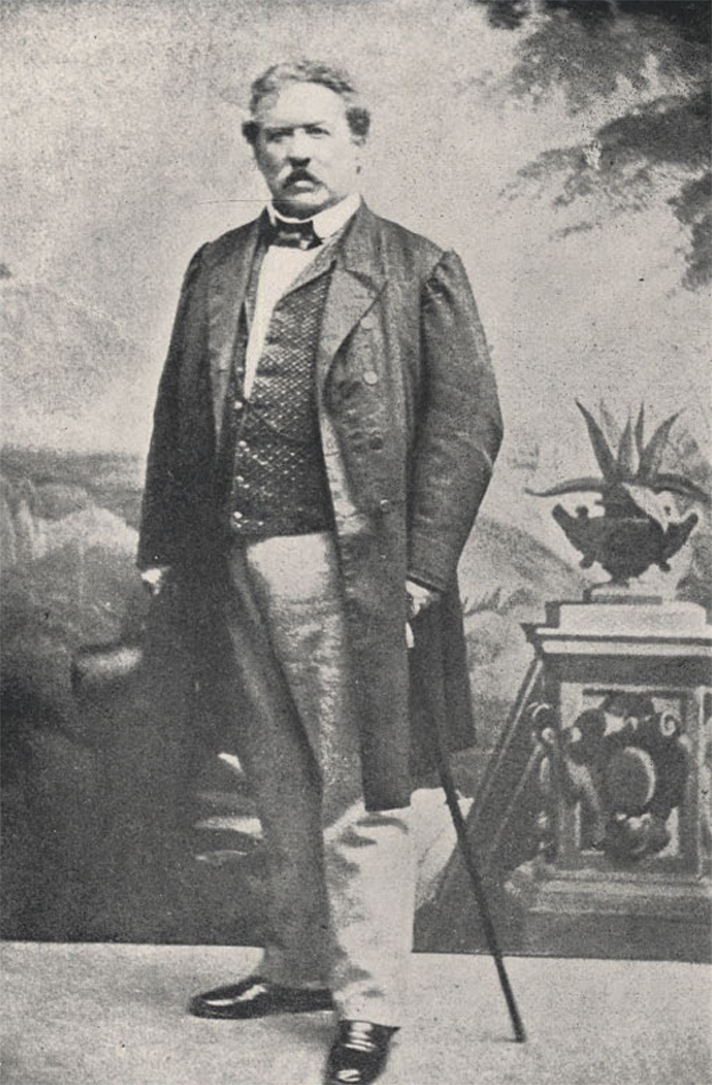
Foto van president Manuel Bulnes

Een van zijn eerste daden als president was de afkondiging van een amnestie voor de krijgsgevangen van de Chileense Burgeroorlog van 1829 en 1830. O'Higgins, een politieke tegenstander van Bulnes, werd volledig gerehabiliteerd; hij overleed kort daarna.
Bulnes bevorderde de immigratie van Europeanen om zich te vestigen in de tot dan toe nauwelijks bewoonde gebieden. Er vestigden zich vooral veel Duitsers in Chili.
Tijdens Bulnes' regering erkende voormalig kolonisator Spanje de Chileense onafhankelijkheid en werd de eerste spoorweg van het land aangelegd.
Bulnes had te maken met twee belangrijke oppositiegroepen, de liberalen en de federalisten. De eerste groep streefde politieke en maatschappelijke gelijkheid en de scheiding van Kerk en Staat na. De tweede groep streefde naar een grote mate van autonomie voor de regio's en gemeenten na. In 1851 verbood de regering bijeenkomsten van de oppositie hetgeen tot onlusten in de hoofdstad Santiago leidde. Op 18 september, drie dagen voor de inauguratie van de opvolger van Bulnes, Manuel Montt, opende het leger het vuur op de demonstranten: de regering van niet van zins om aan de eisen van de liberale oppositie tegemoet te komen. De inauguratie van Montt ging op 21 september gewoon door. De oppositie gaf zich echter niet zo gauw gewonnen en de opstand mondde uit in een nieuwe burgeroorlog die uiteindelijk met behulp van het regeringsleger werd onderdrukt.
Na zijn aftreden als president bleef Bulnes tot oktober 1863 opperbevelhebber van het Chileens leger. Daarna was hij senator en lid van de Staatsraad. Hij overleed op 18 oktober 1866 in Santiago.

### Samenstelling kabinetten
| Ministerie (Presidentschap van Manuel Bulnes) | Naam/Periode |
| --------------------------------------------- | --- |
| Binnen- en Buitenlandse Zaken                 | Ramón Luis Irarrázaval (1841-1845) Manuel Montt Torres (1845-1846) Manuel Camilo Vial Formas (1846-1847) José Joaquín Pérez Mascayano (1849-1850) Antonio Varas de la Barra (1850-1851)                                                |
| Financiën                                     | Manuel Rengifo Cárdenas (1841-1844) José Joaquín Pérez Mascayano (1844-1846) Manuel Camilo Vial Formas (1846-1848) Salvador Sanfuentes Torres (1848-1849) Antonio García Reyes (1849-1850) Jerónimo Urmeneta García-Abello (1850-1852) |
| Oorlog en Marine                              | Manuel Montt Torres (1840-1842) José Santiago Aldunate (1842-1846) José Manuel Borgoño (1846-1847) Manuel Camilo Vial (1847-1848) Pedro Nolasco Vidal (1841-1851)                                                                      |
| Justitie, Eredienst en Openbaar Onderwijs     | Manuel Montt Torres (1841-1847) Salvador Sanfuentes Torres (1847-1849) ... (1849-1850) Fernando Lazcano Mujica (1850-1852) |

## Privé
Uit zijn huwelijk met Enriqueta Pinto Garmendia kwamen zeven kinderen voort. Te noemen zijn: Manuel Bulnes Pinto (1842-1899), zijn oudste zoon, hij speelde een rol tijdens de Chileense Burgeroorlog (1891) en was minister van Oorlog in 1896 en Gonzalo Bulnes Pinto (1851-1936) zijn jongste zoon, die eveneens een rol speelde tijdens de burgeroorlog en later senator was namen de conservatieve partij.